# Heraclides d'Èritres
Heraclides d'Èritres (grec antic: Ἡρακλείδης, llatí: Heracleides) va ser un metge grec nascut a Èritres de Jònia.
Era deixeble de Criserm, col·laborador d'Apol·loni Herofileu i contemporani d'Estrabó (segle i aC). Galè diu que era el més distingit deixeble de Criserm, i esmenta la seva obra, Περὶ τῆς Ἡροφίλου Αἱρέσεως (De Herophili Secta), que tenia set llibres pel cap baix. Va escriure també un comentari sobre el sisè llibre d'Hipòcrates, De Morbis Vulgaribus, però cap de les seves obres no s'ha conservat.